# The Problem Solvers
"The Problem Solvers" é o quinto episódio da quarta temporada da série de televisão de comédia de situação norte-americana 30 Rock, e o 63.° da série em geral. Foi realizado por John Riggi e teve o seu enredo escrito por Ron Weiner; ambos eram co-produtores executivos da temporada. Diversos atores fizeram uma participação especial no episódio, incluindo Cheyenne Jackson, Shawn Levy e Josh Fadem. A apresentadora de televisão Padma Lakshmi também participou interpretando uma versão fictícia de si mesmo. Nos Estados Unidos, a transmissão original de "The Problem Solvers" ocorreu através da rede de televisão National Broadcasting Company (NBC) na noite de 12 de Novembro de 2009. De acordo com o sistema de mediação de audiências Nielsen Ratings, aquela emissão foi assistida por uma média de 6 milhões e 4 mil agregados familiares durante a sua transmissão original norte-americana, e foi-lhe atribuída a classificação de 3,0 e 7 de share entre os telespectadores pertencentes ao perfil demográfico dos 18 aos 49 anos de idade. Naquela noite, o episódio destacou-se especialmente entre os jovens adultos entre os 18 aos 34 anos de idade.
No episódio, o novo membro do elenco do TGS with Tracy Jordan (TGS) é introduzido como Jack "Danny" Baker (interpretado por Jackson). Ele tem o seu primeiro dia de trabalho nos estúdios da NBC e aprende as complexidades do programa. Porém, com o passar do dia Kenneth Parcell (Jack McBrayer), estagiário da NBC, fica aborrecido quando Jenna Maroney (Jane Krakowski) e Tracy Jordan (Tracy Morgan), ambos estrelas do TGS, começam a pedir menos de si, como resultado de um discurso feito por Danny. Outra consequência deste discurso foi a travessura de Jenna e Tracy de andarem pelos estúdios da rede a tentar outros problemas do elenco e da equipa do TGS. Entretanto, o executivo Jack Donaghy (Alec Baldwin) oferece a Liz Lemon (Tina Fey) a oportunidade de criar um piloto de televisão baseado na sua esquete Dealbreakers, mas Liz decide procurar ofertas de outras emissoras com a ajuda de um agente.
De modo geral, as opiniões atribuídas a "The Problem Solvers" pelos críticos especialistas em televisão do horário nobre expressam uma mistura de apreciação e desapontamento, reconhecendo o humor do episódio enquanto criticam a sua narrativa irregular e lamentaram o facto de não ter atingido o brilhantismo cómico que a série tinha proporcionado no passado. A paródia incisiva de Around the Horn, a química cómica das travessuras de Tracy e Jenna e a crise de identidade subtil de Kenneth foram elogiados por mostrarem a sagacidade caraterística da série. No entanto, o enredo central que envolve o talk show de Liz foi visto como pouco inspirado e desconexo, com alguns críticos a considerarem os estereótipos da indústria obsoletos e os elementos de comédia romântica entre Liz e Jack desnecessários. Todavia, Cheyenne Jackson foi universalmente bem recebido, com vários redatores comentando sobre como a sua personagem acrescentou charme com o seu humor canadiano.

## Produção e desenvolvimento

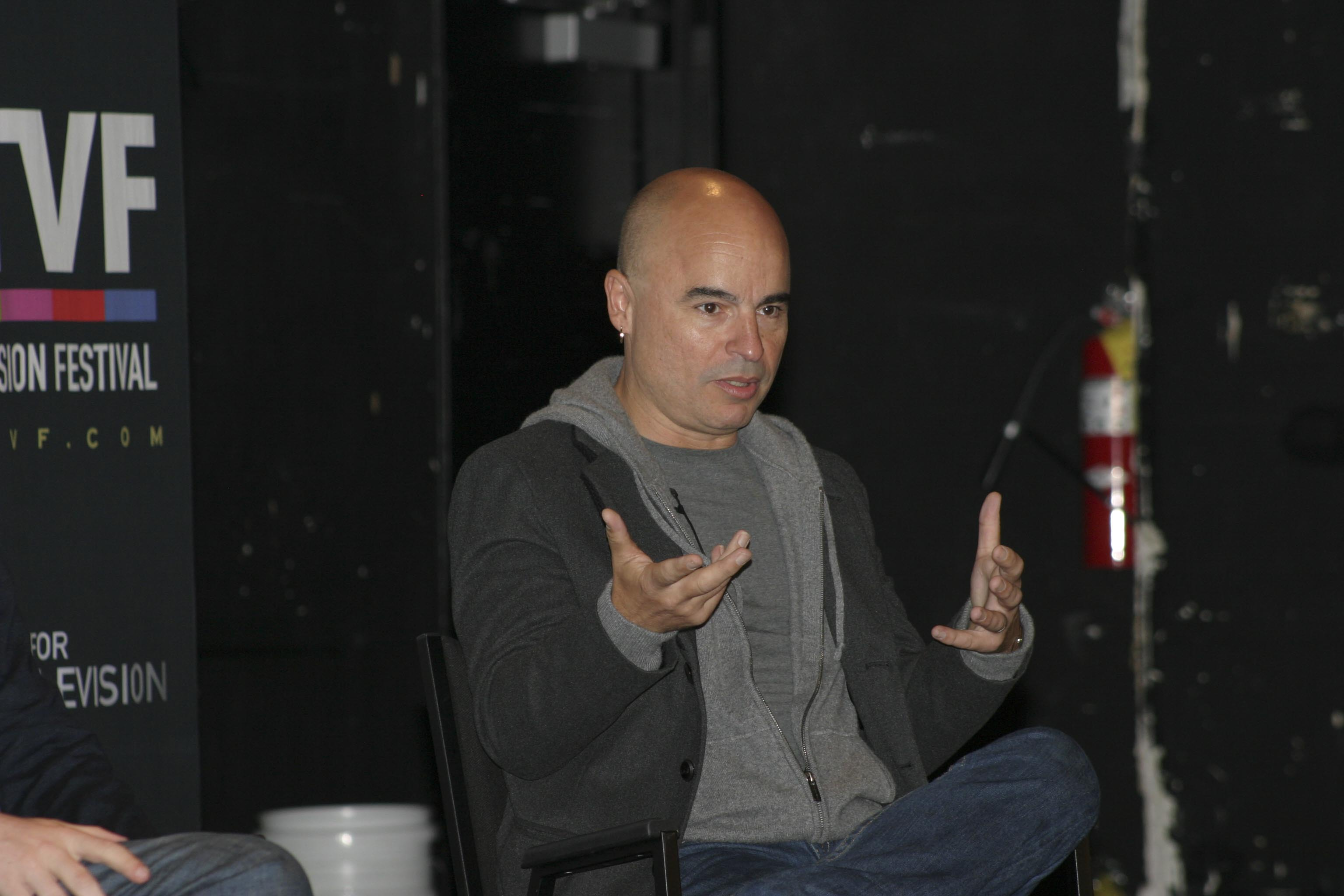
"The Problem Solvers" foi o segundo episódio de 30 Rock a ser realizado por John Riggi.

"The Problem Solvers" é o quarto episódio da quarta temporada de 30 Rock. As suas filmagens decorreram a 23 de Outubro de 2009 nos Estúdios Silvercup, lugar em Manhattan, Cidade de Nova Iorque, onde 30 Rock é normalmente filmado. O episódio foi realizado por John Riggi e teve o seu enredo redigido por Ron Weiner. Ambos eram também co-produtores executivos do seriado, e esta foi a segunda vez de Riggi a realizar, e quinta vez de Weiner a escrever o guião de um episódio de 30 Rock. Além de trabalhar com realizador, Riggi também já escreveu argumentos para episódio da série. Uma das cenas de "The Problem Solvers" destacada pelos críticos de televisão é a na qual Jack e Liz correm em direção ao outro numa praça, numa paródia às comédias românticas, como na cena na qual as personagens de Tom Hanks e Meg Ryan se reunem no final de You've Got Mail (1998). Para a cena, Riggi imaginou um efeito de câmara giratória, que exigia a construção de uma plataforma similar à Lazy Susan. Apesar de dúvidas por partes dos técnicos da equipa, os conhecimentos do realizador sobre física revelaram-se corretos, resultando numa filmagem bem executada. "The Problem Solvers" também apresentou comédia física, com Tracy e Jenna a usarem duas camisetas respetivamente estampadas com "The Problem" e "Solvers", com Tracy a usar uma de tamanho inferior ao da barriga, uma piada desenvolvida com base na insistência de Tracy Morgan, intérprete da personagem, em usar tamanhos "mais pequenos."
À medida que foi progredindo com a suas temporadas, 30 Rock inclinou-se cada vez mais para o humor surreal, particularmente com a personagem Kenneth Parcell, que se tornou a mais excêntrica. Enquanto outras personagens experimentavam desenvolvimentos loucos, como Jack a trabalhar para a administração Bush ou Tracy a vencer um prémio Óscar, o arco de Kenneth tornou-se mais bizarro, com indícios de que poderia ser imortal. Este arco iniciou subtilmente na primeira temporada com o episódio "The Baby Show", no qual há um panfleto na secretária do Dr. Leo Spaceman que lê "Nunca Morre" com uma foto do estagiário no pano de fundo. A partir da terceira temporada, a série foi deixando cair inúmeras pistas sobre a natureza eterna de Kenneth, desde referências vagas à sua idade até momentos mais evidentes em temporadas posteriores. Ele lembra-se de ter tido um papagaio por 60 anos, reage fortemente a sons agudos que só os maiores de 40 anos conseguem ouvir, e possui conhecimento enciclopédico sobre a história da televisão norte-americana. O auge desta estranha história acontece quando a mãe de Kenneth revela que, à nascença, Kenneth lhe disse que não era humano, mas sim um ser imortal. Em "The Problem Solvers", Kenenth questiona a Tracy acerca de quem disse que ele está vivo "desde sempre."
"The Problem Solvers" marcou a estreia do ator Cheyenne Jackson em 30 Rock. O nome da sua personagem é Jack Baker mas, numa reviravolta humorística, a personagem Jack Donaghy insistiu para que ele mudasse o nome para evitar confusões, sugerindo Danny. Embora esta tenha sido a primeira aparição de Jackson no seriado, a sua personagem foi introduzida em "Audition Day" como um artista de rua que faz movimentos de robô em maquilhagem prateada, e foi interpretado por Daniel Genalo. Tina Fey — criadora, co-showrunner, produtora executiva, argumentista-chefe e estrela em 30 Rock — viu Jackson a atuar em Xanadu e Damn Yankees, musicais da Broadway, este último estrelado por Jane Krakowski, intérprete de Jenna Maroney em 30 Rock. De acordo com o explicado pelo ator em uma entrevista em Novembro de 2009, após isso, Fey marcou uma reunião consigo para propor-lhe um papel no programa. Fey apreciou a "cara grande do Centro-Oeste" e o timing cómico de Jackson, o que levou ao seu convite para participar no programa. Mais tarde, em uma entrevista ao jornal Los Angeles Times, foi revelado que foi Krakowski, com quem Jackson co-estrelou em Damn Yankees, foi quem chamou a atenção aos produtores de 30 Rock acerca do ator. Diversos outros atores de teatro que já atuaram na Broadway já participaram de 30 Rock, incluindo Patti LuPone, Deirdre Goodwin, Anita Gillette, Elaine Stritch, Nathan Lane, Brian Murray, John Lithgow, Edie Falco, Matthew Broderick, Roger Bart, Phoebe Strole e Kerry Butler. Para Jackson, 30 Rock foi um curso intensivo de representação televisiva. A sua primeira cena envolveu conhecer todo o elenco e, segundo críticos de televisão, o seu nervosismo e confusão genuínos traduziram-se na cena de apresentação da personagem. Um comentário de Alec Baldwin, estrela e produtor de 30 Rock, que lhe chamou a atenção sobre Jackson "estar na minha luz," deu o mote para a experiência inicial de Jackson, equilibrando os seus nervos com uma orientação divertida. A trama de Danny em "The Problem Solvers" contribuiu para uma piada que previa que Kenneth, estagiário da NBC, iria um dia dirigir a estação, o que se concretizou em "A Goon's Deed in a Weary World". No seriado, a personagem de Jackson é de origem canadiana, e a sua dificuldade em pronunciar "about" no episódio foi o destaque da sua trama, aproveitando a afeição de Fey pelo humor canadiano.
A trama de Liz em "The Problem Solvers" envolveu a negociação do seu próprio programa de televisão, intitulado Dealbreakers. O ator Josh Fadem fez uma participação no episódio a interpretar Simon Barrons, um agente de talentos inexperiente com quem Liz assina um contrato. Fadem revelou ter "[falhado] algumas falas" durante as filmagens, mas que ninguém no estúdio "me fez sentir mal." A concepção de Simon foi baseada na vida real do argumentista Simon Rich, que esteve envolvido na elaboração desta personagem. Na verdade, em uma entrevista no programa Late Night with Seth Meyers em 2014, Rich admitiu ter feito uma audição para o papel, mas não se saiu bem. Então, Fadem acabou por interpretar Simon, encarnando a estranheza e o fato de grandes dimensões que simbolizavam as experiências de juventude de Rich. Fadem descreveu os bastidores de 30 Rock enaltecendo o humor contagiante de Tracy Morgan, argumentando sobre as suas piadas de barriga improvisadas e as imitações de comediantes como Chris Farley. O realizador Shawn Levy participou no episódio como Scottie Shofar, um produtor do programa Sports Shouting, com quem Liz tem uma reunião a propósito de Dealbreakers. Levy foi o realizador de Date Night (2010) e This Is Where I Leave You (2014), filmes co-estrelados por Fey. A apresentadora de televisão Padma Lakshmi participou deste episódio desempenhando uma versão fictícia de si mesma, na cena na qual Jack aborda-a sobre apresentar o Dealbreakers. Quando Jack informa a Liz sobre este plano, Liz pergunta sobre quem irá presentar o Top Chef, um programa de competição culinária transmitido pela Bravo! e apresentado por Lakshmi pelo qual Liz já tinha demonstrado gosto antes.
Esta foi a quarta vez que 30 Rock fez referência a Dealbreakers, uma trama que desempenhou um papel fundamental na quarta temporada da série, narrando a transição de Liz de argumentista para potencial personalidade no ar. O conceito de Dealbreakers apareceu pela primeira vez no final da terceira temporada, no qual que Liz escreve um livro chamado Dealbreakers: A Girl's Guide to Shutting It Down, que aconselha as mulheres sobre os sinais de alerta nas relações amorosas. A popularidade do livro leva Liz à ribalta, levando Jack a ver a oportunidade de o transformar num talk show diurno com Liz como apresentadora, conforme o ocorrido em "The Problem Solvers". Ao longo da temporada, a história atinge o seu auge com o arranque da produção do Dealbreakers Talk Show, que mostra a tentativa desajeitada e falhada de Liz de se tornar uma estrela de televisão. Esta história é um momento crucial no arco da personagem de Liz, uma vez que a obriga a lidar com as suas inseguranças relativamente à sua imagem e às suas ambições profissionais. Apesar dos contratempos cómicos, a narrativa refletiu as experiências da vida real de Tina Fey com a fama e a indústria do entretenimento, acrescentando uma meta-camada que muitos críticos consideraram convincente.
Judah Friedlander, intérprete do argumentista Frank Rossitano em 30 Rock, é conhecido pela sua coleção de chapéus de camionista adornados com vários slogans, frases e palavras. Esta caraterística não é apenas um adereço aleatório, mas sim uma parte integrante da personalidade de Frank e do humor da série. Segundo Friedlander, ele desenha e cria estes chapéus pessoalmente, tendo originado chapéus suficientes para usar um diferente em cada cena de 30 Rock, o que se traduz em cerca de três chapéus por episódio. O conteúdo dos chapéus de Frank reflete frequentemente a sua personalidade sarcástica, interesses peculiares ou referências à cultura popular. Alguns exemplos notáveis incluem erros ortográficos, frases nostálgicas e afirmações bizarras que dão uma ideia do carácter de Frank antes mesmo de ele falar. Ocasionalmente, os chapéus são incorporados no enredo, acrescentando uma camada extra de comédia. A personalidade de Friedlander na vida real também envolve o uso de chapéus semelhantes durante as suas atuações de comédia stand-up. Muitas vezes, ostenta nesses chapéus títulos ou capacidades ultrajantes, como "Campeão do Mundo" em diversas línguas, o que contrasta humoristicamente com o seu comportamento descontraído. Em "The Problem Solvers", Frank usa um boné que lê "Scanner."

## Enredo
A equipa do TGS with Tracy Jordan (TGS) dá as boas-vindas a Jack Baker (Cheyenne Jackson), o novo membro do elenco do programa. Depois de se aperceber que Baker tem o mesmo nome próprio que ele, o executivo Jack Donaghy (Alec Baldwin) decide rapidamente mudar-lhe o nome para Danny.
Jack oferece a Liz Lemon (Tina Fey), argumentista-chefe do TGS, a oportunidade de protagonizar um piloto de televisão baseado na esquete Dealbreakers, concebida por ela. Inicialmente, Liz fica entusiasmada, mas Tracy Jordan e Jenna Maroney, estrelas do TGS, convencem-na a testar o mercado e a procurar outras ofertas antes de concordar em trabalhar com Jack. Liz assina com Simon Barrons, um agente de talentos (Josh Fadem), para explorar outras opções, mas mais tarde descobre que ele é um agente de baixo nível. Jack não suporta o facto de Liz o ter rejeitado e, como resultado, anuncia através dos meios de comunicação social que a NBC estava a avançar com a produção do piloto, e chama Padma Lakshmi como potencial nova apresentadora no lugar de Liz. Liz ameaça processar Jack e a NBC pelos direitos de Dealbreakers, mas Jack informa-a de que a NBC detém os direitos do programa. Liz tem uma reunião com Scottie Shofar (Shawn Levy), produtor do programa televisivo de desporto Sports Shouting, e Jack encontra-se com Padma. No entanto, durante as suas respectivas reuniões, os dois apercebem-se de que devem trabalhar um com o outro. Dão um aperto de mão no final do episódio, concordando em criar o piloto em conjunto.
Entretanto, depois de darem conselhos a Liz, Tracy e Jenna passam o dia a intitularem-se "The Problem Solvers", dando conselhos à equipa do TGS sobre as suas vidas. Desde o momento em que chega, Danny trata Kenneth Parcell (Jack McBrayer), o estagiário da NBC, com educação e não lhe pede para lhe fazer nenhum recado por si, um contraste com a forma através da qual Tracy e Jenna o tratam. Danny explica a ambos Tracy e Jenna que as pessoas de nível inferior, como os estagiários, muitas vezes ascendem a cargos nos quais seriam patrões de atores como eles e, por isso, é educado para evitar criar más relações com potenciais futuros patrões. Danny até especula que Kenneth poderia vir a dirigir a NBC um dia. Inicialmente, Jenna rejeita a ideia, mas Tracy fica preocupado e diz a Kenneth que não quer que ele desempenhe mais nenhuma tarefa doméstica; Jenna junta-se rapidamente a ele. Kenneth fica chateado por estar a perder as suas responsabilidades e confronta Danny, levando-o a gritar com Kenneth. Danny, que é canadiano, teve dificuldade em pronunciar a palavra "about," mas depois de gritar com Kenneth e dizer a palavra sem o seu sotaque canadiano, agradece a Kenneth por o ter ajudado.